# Luke Scott
Ne doit pas être confondu avec Luke Scott (réalisateur).
Luke Brandon Scott (né le 25 juin 1978 à DeLeon Springs, Floride, États-Unis), est un voltigeur et frappeur désigné de baseball évoluant avec les SK Wyverns de la KBO, en Corée du Sud. Il joue précédemment en Ligue majeure de baseball de 2005 à 2013 avec les Astros de Houston, les Orioles de Baltimore et les Rays de Tampa Bay.

## Carrière
Après des études secondaires à la DeLand High School de DeLand (Floride), Luke Scott suit des études supérieures à l'Indian River State College puis à l'Oklahoma State University–Stillwater, où il porte les couleurs des Oklahoma State Cowboys en 2000 et 2001. 
Scott est drafté le 5 juin 2001 par les Indians de Cleveland au neuvième tour de sélection. Encore joueur de ligues mineures, il est échangé aux Astros de Houston le 31 mars 2004 en retour du lanceur gaucher Jeriome Robertson.

### Astros de Houston
Scott fait ses débuts en ligue majeure le 5 avril 2005 sous l'uniforme des Astros. Il frappe un cycle le 28 juillet 2006, devenant la première recrue des Astros à réussir une telle performance.

### Orioles de Baltimore
Le 12 décembre 2007, Scott fait partie des cinq joueurs échangé par les Astros aux Orioles de Baltimore pour obtenir le joueur étoile Miguel Tejada. Joueur de champ extérieur depuis ses débuts dans la Ligue nationale, Luke Scott joue 25 matches comme frappeur désigné en 2008 puis évolue principalement à ce poste à partir de 2009, après le départ d'Aubrey Huff, à qui le rôle avait été réservé à Baltimore dans les années précédentes.
Il connaît trois saisons consécutives de 20 coups de circuit ou plus, avec 23 en 2008, 25 en 2009 et 27 en 2010. Lors de la saison 2009, il produit un sommet personnel de 77 points. En 2010, il frappe 127 coups sûrs, un record pour lui en une saison. Il est le meilleur frappeur de circuits des Orioles en 2009 et 2010.
L'arrivée du frappeur désigné Vladimir Guerrero chez les Orioles en 2011 signifie le retour de Scott au champ extérieur. Une blessure à l'épaule droite réduit son utilisation cette saison-là en plus de lui nuire en offensive. Il ne frappe que neuf circuits en 64 parties, avec 22 points produits et une moyenne au bâton de, 220.

### Rays de Tampa Bay
Scott signe le 12 janvier 2012 un contrat d'un an et une année d'option avec les Rays de Tampa Bay. Il est utilisé comme frappeur désigné en 2012 mais ne frappe que pour, 229 en 96 matchs avec 14 circuits et 55 points produits.
Aligné dans 91 matchs des Rays en 2013, Scott rehausse sa moyenne au bâton à ,241 mais sa moyenne de puissance chute à ,415 et il ne claque que 9 circuits, récoltant 40 points produits.

### Corée du Sud
En décembre 2013, Scott signe un contrat avec les SK Wyverns de la KBO, en Corée du Sud.

## Vie personnelle
En décembre 2010, dans une interview accordée à David Brown de Yahoo! Sports, Scott dit ne pas croire que le président Barack Obama soit réellement né aux États-Unis. Devant les réactions suscitées par ces propos, la direction des Orioles de Baltimore émet un communiqué dans lequel elle prend ses distances des opinions de Scott.

## Statistiques
| Saison | Équipe    | G   | AB   | R   | H   | 2B  | 3B | HR  | RBI | SB | BA    |
| ------ | --------- | --- | ---- | --- | --- | --- | -- | --- | --- | -- | ----- |
| 2005   | Houston   | 34  | 80   | 6   | 15  | 4   | 2  | 0   | 4   | 1  | 0,188 |
| 2006   | Houston   | 65  | 214  | 31  | 72  | 19  | 6  | 10  | 37  | 2  | 0,336 |
| 2007   | Houston   | 132 | 369  | 49  | 94  | 28  | 5  | 18  | 64  | 3  | 0,255 |
| 2008   | Baltimore | 148 | 475  | 67  | 122 | 29  | 2  | 23  | 65  | 2  | 0,257 |
| 2009   | Baltimore | 128 | 449  | 61  | 116 | 26  | 1  | 25  | 77  | 0  | 0,258 |
| 20010  | Baltimore | 131 | 447  | 70  | 127 | 29  | 1  | 27  | 72  | 2  | 0,284 |
| Totaux | Totaux    | 638 | 2034 | 284 | 546 | 135 | 17 | 103 | 319 | 10 | 0,268 |

| Saison | Équipe  | G | AB | R | H | 2B | 3B | HR | RBI | SB | BA    |
| ------ | ------- | - | -- | - | - | -- | -- | -- | --- | -- | ----- |
| 2005   | Houston | 2 | 2  | 1 | 0 | 0  | 0  | 0  | 0   | 0  | 0,000 |
| Totaux | Totaux  | 2 | 2  | 1 | 0 | 0  | 0  | 0  | 0   | 0  | 0,000 |

Note : G = Matches joués ; AB = Passages au bâton; R = Points ; H = Coups sûrs ; 2B = Doubles ; 3B = Triples ; 
HR = Coup de circuit ; RBI = Points produits ; SB = Buts volés ; BA = Moyenne au bâton.